# Fanfare (film)
Pour les articles homonymes, voir fanfare (homonymie).
Pour le terme musical, voir Fanfare.
Pour plus de détails, voir Fiche technique et Distribution.
Fanfare est un film néerlandais réalisé par Bert Haanstra, sorti en 1958.
Le film est le deuxième plus grand succès de tous les temps au box-office néerlandais.

## Synopsis
À la suite d'une dispute, un village se scinde en deux et les deux camps se défient dans un concours de fanfare.

## Fiche technique
- Titre : Fanfare
- Réalisation : Bert Haanstra
- Scénario : Jan Blokker et Bert Haanstra
- Musique : Jan Mul
- Photographie : Eduard van der Enden
- Montage : Bert Haanstra et Ralph Sheldon
- Production : Rudolf Meyer
- Société de production : Cinematográfica Filmex et Sapphire Filmproduktiemaatschappij
- Pays de production :  Pays-Bas
- Genre : Comédie et film musical
- Durée : 86 minutes
- Dates de sortie : 
  - Pays-Bas : 24 octobre 1958

## Distribution
- Hans Kaart : Geursen
- Bernard Droog : Krijns
- Ineke Brinkman : Marije
- Wim Van den Heuvel : Douwe
- Andrea Domburg : Lies
- Albert Mol : Schalm
- Henk van Buuren : Valentijn
- Herbert Joeks : Koendering
- Johan Valk : Van Ogten
- Ton Lutz : Altena
- Riek Schagen : Aaltje
- Sara Heyblom : le responsable de l'association
- Dio Huysmans : Zwaansdijk
- Jan Mol : Hulpje van Geursen
- Bob Verstraete : Griep
- Huib de Vries
- Willem Huysmans

## Distinctions
Le film a été présenté en sélection officielle en compétition au Festival de Cannes 1959.